# Борновское приближение
Борновское приближение в теории рассеяния применяется для вычисления рассеяния квантовых частиц в первом порядке теории возмущений.
Критерием применимости борновского приближения является, соответственно, критерий применимости теории возмущений. Так, для рассеяния частицы массы {\displaystyle m\ } на потенциале {\displaystyle V\ } действующем на расстоянии {\displaystyle a\ }, приближение заведомо применимо, если потенциальная энергия много меньше энергии нулевых колебаний {\displaystyle E_{0}\ }, т.е. {\displaystyle V\ll E_{0}\sim \hbar ^{2}/m(a)^{2}\ }. Если же {\displaystyle V\ } не мало по сравнению с {\displaystyle E_{0}\ }, то приближение становится применимым для достаточно быстрой частицы, для которой характерная частота пребывания в поле потенциала много больше самого потенциала, т.е. когда {\displaystyle V\ll \hbar v/a\sim E_{0}(a/\lambda )\ }, где {\displaystyle \lambda \ } есть дебройлевская длина волны частицы.
Для дифференциального сечения рассеяния (сечение в элемент телесного угла {\displaystyle d\Omega }) частицы с изменением импульса {\displaystyle \hbar {\vec {q}}\ } в борновском приближении получается:
{\displaystyle d\sigma ={\frac {\mu ^{2}}{4\pi ^{2}\hbar ^{4}}}\left|\int V({\vec {r}})e^{-i{\vec {q}}{\vec {r}}}d^{3}r\right|^{2}d\Omega ,}
где {\displaystyle \mu } — приведённая масса.
Этот результат проще всего получить из вероятности перехода в непрерывном спектре плоских волн:
{\displaystyle w_{p'p}={\frac {2\pi }{\hbar }}\left|V_{p'p}\right|^{2}\delta (E_{p'}-E_{p})d\nu _{p'}},
где {\displaystyle \nu _{p'}\ } есть плотность конечных состояний.
Подставляя энергию свободной частицы {\displaystyle E_{p}=p^{2}/(2m)\ } , вычисляя матричный элемент потенциала в базисе плоских волн {\displaystyle \psi _{\vec {p}}({\vec {r}})=e^{i{\vec {p}}{\vec {r}}/\hbar }\ } и интегрируя по импульсу рассеянного (конечного) состояния {\displaystyle p'\ }, мы немедленно приходим к формуле Борна.
Амплитуда рассеяния в борновском приближении действительна и имеет вид:
{\displaystyle f=-{\frac {m}{2\pi \hbar ^{2}}}\int V({\vec {r}})e^{-i{\vec {q}}{\vec {r}}}d^{3}r.}
Таким образом, в борновском приближении амплитуда рассеяния является Фурье-образом рассеивающего потенциала. Действительность амплитуды рассеяния означает малость её аргумента, то есть фазы рассеяния. В борновском приближении фазы рассеяния на центрально симметричном потенциале в состояниях с угловым моментом {\displaystyle \hbar {\sqrt {l(l+1)}}}, имеют вид:
{\displaystyle \delta _{l}=-{\frac {\pi m}{\hbar }}\int V(r)(J_{l+{\frac {1}{2}}}(qr))^{2}rdr,}
где {\displaystyle J_{l+{\frac {1}{2}}}(qr)} — функция Бесселя.